# المدقة

تعديل مصدري - تعديل

المدقة هي إحدى حارات حي المشنة بمدينة إب اليمنية، بلغ تعداد سكانها 1084 نسمة حسب تعداد اليمن لعام 2004.